# 安森維爾鎮區 (北卡羅萊納州安森縣)
安森維爾鎮區（英語：Ansonville Township）是位於美國北卡羅萊納州安森縣的一個鎮區。

## 地方資料
安森維爾鎮區的面積為179.29平方千米，皆為陸地。根據2020年美國人口普查的數據，當地共有人口1370人，而人口密度為每平方千米7.64人。